# CRフィーバー大夏祭り
『CRフィーバー大夏祭り』（CRフィーバーだいなつまつり）は、SANKYOより2008年8月に発売および導入されたデジパチタイプのCR機のパチンコ。

## 概要
同社より2003年に発売された『フィーバー夏祭り』の後継機。登場キャラクターや演出などは踏襲しつつも、新たな演出がふんだんに盛り込まれている。SANKYO機種ではお馴染みになった夢夢ちゃんやドラムくんもプレミアキャラクターとして登場するなどの要素も追加されている。また、大当たり中や予告・リーチ中の楽曲に、JITTERIN'JINNの楽曲を使用しており、「夏祭り」をはじめ、「エヴリデイ」、「にちようび」、「プレゼント」が採用されている。

## スペック

### CRフィーバー大夏祭りSF-T （テンカVer.）
- 大当たり確率
  - 低確率: 1/350.5
  - 高確率 : 1/35.0
- 確変割合 : 66%（内2R確変12%）
- 賞球 : 3&4&10&13
- ラウンド・カウント : 2or15R / 9カウント
- 大当たり出玉 : 約1500個
- 時短 : 通常大当たり終了後100回転

### CRフィーバー大夏祭りMF-T （もえVer.）
- 大当たり確率
  - 低確率 ：1/312.1
  - 高確率 : 1/31.2
- 確変割合 : 63%（内2R確変17%）
- 賞球 : 3&4&10&13
- ラウンド・カウント : 2or15R / 9カウント
- 大当たり出玉 : 約1500個
- 時短 : 通常大当たり終了後100回転

### CRAフィーバー大夏祭りST5 （にゃ七Ver.）
- 大当たり確率
  - 低確率 : 1/98.0
  - 高確率 : 1/9.8
- 確変割合 : 100%（5回転限定）
- 賞球 : 3&4&10&13
- ラウンド・カウント : 5or15R / 8カウント
- 大当たり出玉 : 約440個or約1350個
- 時短 : 5回転の高確率中もしくは時短中に大当たりした場合、もしくは15Rの大当たりを引いた場合に100回転。

2008年10月に発売・導入された、遊パチタイプのパチンコ機。演出内容はSF-T、MF-Tとほぼ同様だが、5回転限定のSTタイプであるため、お祭りタイムという高確率演出の追加、さらに保留先読み機能を搭載した、保留筒点滅予告が追加された。保留筒のランプが高速点滅すると、その保留内で大当たりしてる可能性が高い激アツ予告となる。

## 役モノ
本機の役モノは基本的に画面外に格納されており、可動する際は画面に飛び出す形となる。

### アチャオ役モノ
主にアチャオ花火予告が発生する時に可動。画面左上から飛び出す。

### にゃ七役モノ
うちわを持ったにゃ七が画面右上から飛び出す。うちわには押しボタン予告の「押」という文字や、「滑」、「連打」などの文字が表示され（役モノ自体のうちわは透明で、可動時は液晶と連動）、うちわの色が通常の青以外ならチャンスアップ。桜柄なら期待度大幅アップ。

### もえ役モノ
主にもえ打ち上げ予告が発生する時に作動。花火筒を持ったもえが液晶左下から飛び出す。

### ロゴ役モノ
盤面左側に、大きく「大夏祭り」と縦書きで書かれており、文字ひとつひとつが点灯するようになっている。通常時は赤く点灯しているが、後述する連続花火予告では擬似連続予告の回数を重ねるごとに一文字ずつ点灯するようになっている。

### 提灯役モノ
画面左上あたりに配置されている提灯型の役モノ。提灯ステップアップ以外には特に使用されない。

### 保留ランプ
画面下側に、花火筒をモチーフとした保留ランプがある。通常の保留ランプとしての役割のほか、予告演出時に花火筒として作動する場合がある。

## 図柄キャラクター

### 確変図柄
一 - 花菱アチャオ
花菱家の頼れる大黒柱。生粋の江戸っ子親父。究極の花火を打ち上げる事に情熱を燃やす花火師。
三 - 花菱もえ
花菱家の長女。しっかり者で世話好きな女子高生。彼女が屋台を手伝うと、必ず大繁盛すると評判の大人気お祭りアイドル。
五 - にゃ七（しち）
下町のマスコット的存在のネコ。現在は花菱家の一員として暮らしている。大のお祭り好き。
七 - 花菱テンカ
本作の主人公。元気いっぱいで花火が大好きな男の子。宇宙一の花火師になるため日夜修行中。
八 - 花菱彩夏
花菱家のお母さん。明るく優しい縁の下の力持ち的存在。江戸っ子親父のアチャオも彼女には頭が上がらない。

### チャンス図柄
二 - ブンタ
テンカに対してライバル心を燃やす負けず嫌いで勝気な男の子。テンカに事あるごとに勝負を挑む。お祭りなどのにぎやかな場所が好き。
四 - ヒカル
大手花火メーカーの御曹司。キザな性格で花火大会ではなにかと花菱家の邪魔をする。もえに恋心を抱いている。
六 - 小雪
和服を着こなすおっとりした中学生。礼儀正しく、実家の温泉宿を手伝う働き者。テンカが密かに思いを寄せている。

## 予告アクション
基本的に、"リーチ前予告" を記載する。リーチ後予告については、後述のリーチ演出の項目に記載する。

### 背景変化予告
変動開始時、ふすまが閉まればほぼ背景変化予告となる。基本的には東京・仙台・奈良・大阪・高知・博多背景をループ（デモ画面で好きな背景を選択可能。また10連荘時の温泉宿など例外あり）。背景によって変動音や図柄停止音、一部の予告やお祭りロングリーチの内容が変化する。通常のふすまからの背景変化はリーチ確定ですらないが、ふすまが黄色以上（黄色→赤→桜の順に期待度アップ）ならリーチが確定。また、背景変化直後、雷雨背景になる事がある。この場合、基本的にはリーチにならず終わる事が多いが、リーチがかかれば期待度アップとなる。また、同一背景（仙台→仙台）への変化は期待度アップ。さらに、デモ画面では選択不可である「北海道」「沖縄」の背景に移行すれば大当たり確定となる。

### ステップアップ予告
変動開始時、船や軽トラックに乗ったテンカが登場すればステップ1となる。乗り物は背景によって変化。テンカの来ているはっぴの色が青以外ならばチャンスアップ（ふすまの色と同様）。
- ステップ1 : 画面右側からテンカ登場
- ステップ2 : 手前に移動。同時ににゃ七が花火筒に尺玉を詰める。
- ステップ3 : テンカが立つ。
- ステップ4 : テンカが花火に点火し、上空背景になり左側にテンカ花火が打ち上がる。ここで初めてリーチ確定。
- ステップ5 : 右側にもえ花火が打ち上がる。
- ステップ6 : 真ん中にしだれ柳が打ち上がる。この時、しだれ柳の代わりに大花火フラッシュが発生すれば期待度大幅アップ。

### 擬似連続予告
擬似連続予告は本機にも採用。連続花火予告・もえカラオケ予告・メロディスターマイン予告の3種類を搭載。同メーカーの『CRフィーバー創聖のアクエリオン』と法則性はほぼ同様で、2連まではガセあり、3連からリーチ確定、4連で期待度アップとなる。また、4連続した場合は必ず、リーチ直後に大花火フラッシュが発生する。
連続花火予告
通常背景からチャンス目（同一絵柄のズレ目）が止まると連続花火予告に発展する。上記で述べたように1度チャンス目が止まり2連目に行っても、リーチ確定予告がない限りガセもある。変動開始時、ロゴ役モノの「り」が点灯すれば発展のチャンス。連続回数を重ねるごとに、「り」→「祭」→「夏」→「大」と点灯していく。無論、「大」まで点灯=4連続なので、期待度は大幅にアップする。連続花火予告中は、基本的にステップアップ予告がメインとなり、ステップアップ中の上空背景も回数を重ねるごとに派手になって行く。途中からテンカの来ているはっぴの色が変化することもある。変動開始時、背景の月に餅つきウサギがいれば擬似連確定。擬似連中、上空背景になった時に月にウサギ（デフォルメされたウサギ）がいれば擬似連終了の合図となるが、期待度はアップする。また、上空背景の時にボタンを押すと、アングルが更に上方向に変化し、キャラクター花火が表示される場合がある。キャラの組み合わせにより期待度が変化する。
もえカラオケ予告
変動開始時、「湯けむりふすま」が閉じた時に発生する可能性がある擬似連続予告。この予告は発生=2連以上確定であり、ガセも存在しない。連続花火予告と比べると出現率は低いが、期待度は高い。予告中は、JITTERIN'JINNの「夏祭り」のイントロ部分をもえが唄う。「君がいた夏は」の部分を唄うとふすまが閉まり2連目へ。「遠い夢の中」→「空に消えてった」→「打ち上げ花火」の歌詞を歌うと共に連続回数を重ねて行く。この時、連続回数と比例してふすまの色も青→黄→赤→サクラと変化していく。
メロディスターマイン予告
変動開始時、夜空にアングルが変化すればメロディスターマイン予告へ。この予告は基本的に擬似連せずにリーチ、またはガセる事がほとんどだが、2連でも連続すれば期待度大幅アップとなる、他連続予告とは少し変わった性格を持つ。曲は2曲あり、通常パターンは「七夕」となる。発生してもリーチにならない場合やリーチになってもノーマルで終わる事が多いが、曲が「さくらさくら」なら擬似連しなくても激アツとなる。また、月がサクラ柄だった場合や、月にもえが入る場合はチャンスアップ。

### アチャオの花火師道
いわゆるミッションモード。もえカラオケ予告と同じく、湯けむりふすまが閉じた時に発展する可能性がある。時間制限ではなく回転数制限となり、基本的に10回転となる。他機種のミッションモードと同様、突入回転でリーチがかかれば大当たりとなり、突入回転がハズレならば以降は通常変動と確率的にはなんら変化はない。ミッション内容は、主に「○○予告を出せ！」や「○○リーチをかけろ！」などの演出指定型。

### 役モノ予告
にゃ七役モノ予告
変動開始時や変動中に画面右上からうちわを持ったにゃ七が登場。うちわに書かれた文字によって予告内容が変化する。「押」という文字が表示されていると押しボタン予告になり、「滑」文字が表示された場合は右図柄が滑る。この時、アチャオ役モノと連動し、左右図柄が滑る場合があり、この場合は期待度大幅アップとなる。また、「戻」文字が表示された場合は図柄が文字通り上方向へ戻るが、滑り予告と内容的には同じとなる。図柄テンパイ後、「連打」文字が表示された場合、チャンスボタンを連打すればテンパイ図柄が吹き飛び、リーチ形となった図柄が戻ってくる。しかし、重要なのは文字ではなくあおいだ時の「風の色」や「うちわの色」であるため、通常の青色ではリーチになってもノーマルで終わる事が多い。赤やサクラ柄ならば期待度アップ。
アチャオ役モノ予告
変動開始時、画面左上からアチャオ役モノが飛び出し、アチャオ花火予告となる。アチャオ登場後、ボタンプッシュの指示があり、ボタンを押すとロケット花火または花火セットが登場する。ロケット花火は、基本的に青・黄色のロケット花火となるが、赤やサクラ柄、青から赤に変化した場合は期待度大幅アップ。黄色以上でリーチ確定。また花火セットとなった場合、基本的にドラゴン花火（小）になるが、ねずみ花火、ドラゴン花火（大）、保留ランプからドラゴンが発生すると期待度アップ。テンカと小雪が線香花火をしている場面になればプレミアム。
もえ役モノ予告
変動開始時、画面右側から尺玉を持ったにゃ七が登場する。そのまま尺玉を持ったまま通過する事もあるが、この時に左下からもえ役モノが飛び出せばもえ打ち上げ予告となる。もえが持っている花火筒に尺玉を投げ入れ、花火を打ち上げる。この時に打ちあがった花火によって期待度が変化するが、尺玉の種類が「一尺玉」ならガセもあり、「ニ尺玉」・「サクラ玉」なら期待度アップ。また、尺玉の代わりにスイカを持ってくる場合があるが、通過しただけでもチャンスとなり、花火筒に投げ入れればその時点でプレミアムとなる。
役モノステップアップ・その他
変動開始時、役モノが順番に飛び出すステップアップ形式の予告。発生率は低いものの、平均信頼度が50%という激アツ予告でもあり、サクラ柄を伴った場合はより期待度アップとなる。また、役モノ全員集合という、全役モノが一気に飛び出すという激アツ予告も存在する。

### 大花火フラッシュ
本機の目玉予告であり、大当たりに最も絡みやすい予告である。盤面右側のロゴの周りに配置されている円形のランプが一斉にフラッシュする。発生時は、液晶画面や役モノも連動し、爆発音も大音量なのでインパクトは抜群である。さまざまなポイントで発生するが、擬似連4連時や大夏祭りリーチ移行時などは、演出のあおりや移行のサインとなるデフォルトのものであるためチャンスアップにはならない。昇格チャンス時にも発生し、発生=昇格確定という、やはり目玉的な役割を持つ予告である。また、通常は白くフラッシュするが、これがレインボーに輝けば確変確定のプレミアムとなる。（確変突入時はデフォルトで虹色に光るので、あくまで「予告」の段階に限る）

### クリステラフラッシュ
『CRフィーバー創聖のアクエリオン』や、『CRフィーバー春のワルツ』にも搭載している一発告知。ピキピキピキーンという激しい告知音と共に台枠がレインボーに光る。発生ポイントとして、
- 変動開始時
- ボタンプッシュ時
- リーチ成立時
- 境内演出発展時
- スーパーリーチ発展時
- スーパーリーチ中

と発生ポイントも多彩となった。発生した時点で確変大当たり確定となる。

### その他予告
アチャオ手筒予告
変動開始時、手筒花火を持ったアチャオが登場。ボタンプッシュの指示があり、ボタンを押すと手筒花火が咲く。不発の場合や青色の場合はガセもあるが、赤色や、途中で色が変わるパターンだと期待度アップ。また、手筒の色がサクラ柄ならば期待度大幅アップとなる。さらに、ボタンプッシュ時、実写の手筒花火の背景に切り替わる事があるがこちらも激アツ。1人のパターンと3人のパターンがあり、3人の方がアツい。ボタンを押して不発でも、花火筒を投げ捨てれば夏祭り系リーチへと直接発展する復活パターンもある。筒を投げ捨てた後、打ち上げ花火筒を用意し、そのまましだれ柳を打ち上げ発展。
提灯ステップアップ予告
画面左上あたりに配置されている提灯役モノがアクション。2回アクションしただけではリーチすらかからないが、3回以上でチャンス。通常、提灯が揺れるとホタルが飛び出すが、サクラの花びらが散れば激アツ。基本的には毎回の変動で揺れる。
枠フラッシュ予告
変動開始時、台枠ランプがフラッシュする予告。白→青→ピンクと期待度が変化し、白でもリーチ確定。連続花火予告と複合する場合もある。
ゲーム説明予告
変動中、画面上部にテロップ状にゲームの説明が流れる。基本的には見るだけのものであり、他予告に影響することはないが、大当たり確定のプレミアムも存在する。

## リーチ演出

### ノーマルリーチ＆ノーマルリーチ中予告
基本的にはこのノーマルリーチを経由し、各ロングリーチやスーパーリーチに発展する。リーチ前予告の種類によっては、このノーマルリーチでハズレる事も多々あるが、ごく稀にノーマルリーチで当たる事もある。ノーマルリーチ中にも様々な予告が出現するが、この予告によっても大当たり期待度が大きく変化する。ノーマルリーチ中の予告として、以下のものが存在する。
絵柄アニメーション予告
図柄テンパイ直後に、テンパイ図柄内のキャラがアクション。基本的にはキャラがアクションし、キャラの名前が表示されるが、図柄に背景＋効果音付きならば期待度アップとなる。
ホタル&サクラ予告
ノーマルリーチ中に発生する。中図柄が低速変動中、画面真ん中から無数のホタルが舞う予告。ホタルは少と多があり、多の方が期待度はアップ。また、ホタルの代わりにサクラが舞えば期待度大幅アップ。
仕掛け花火予告
ノーマル中、アチャオをモチーフとした仕掛け花火が表示される予告。アチャオの顔の両サイドに、「激熱」という文字が書かれており、サクラ柄も伴うため期待度は高い。また、「大当たり」の文字が出るプレミアムも存在する。
群予告
こちらもノーマル中、画面下部から無数の小テンカまたは小もえ群が出現する予告。こちらも大当たり期待度の高い激アツ予告となる。小もえより小テンカ群の方が若干期待度アップ。なお、上記3つの「ホタル&サクラ」、「仕掛け花火」、「群」予告は複合する事はない。
花菱役モノ予告
リーチ直後、花菱役モノが全員集合して飛び出す予告。発生率こそ低いが、期待度は高い。
打ち上げ演出&大花火フラッシュ
スーパーリーチ発展時、画面右側から花火筒を乗せた船（またはトラック）にもえが乗って登場。この時に花火を打ち上げスーパーに発展する。もえの仕草や花火筒の色によって期待度が変化し、筒がサクラ柄だったり、もえの代わりにテンカが乗っていたりすると期待度大幅アップ。花火が打ち上げられた後、夜空にアングルが変化。ここが大花火フラッシュ発生のポイントとなり、役モノのあおりが発生するが、ほとんどフラッシュは発生せずに発展してしまう。

### お祭りロングリーチ
文字通り、本機のロングリーチがこのお祭りロングリーチ。ノーマルリーチ後、打ち上げ演出等が発生せずに画面がホワイトアウトすれば発展。大当たり期待度こそ低いリーチだが、2R確変や、期待度の高いリーチへの発展の可能性がある。お祭りの背景は、通常時滞在している背景に対応しており、これが実写背景やねぶた祭り背景になると期待度アップ。また、アチャオが荒波を見つめる『荒波ロング』という背景も存在し、2R確変を含む大当たりが確定するプレミアムとなる。リーチハズレ後、提灯役モノが振動した場合は2R確変または夏祭り系リーチ発展のチャンス。提灯役モノからアチャオが飛び出せば上記2種類のどちらかに発展。

### 境内演出
上記の打ち上げ演出後、大花火フラッシュが発生してもしなくても、必ずこの境内演出が発生する。お祭り中の境内をテンカが駆け抜け、立ち止まり指をさす。そのさした方向によって発展先が分岐される。左右を指差した場合はもえ系リーチ、前方を指差した場合は打ち上げ花火リーチまたは夏祭り系リーチへ発展する。さらに、手前を指差せば、2R確変である「全国花火修行の旅」というモードへ発展する。この時テンカが着ているはっぴの色や、境内で待っているキャラクターの人数によっても期待度が変化する。

### もえ系リーチ
境内演出でテンカが左右を指差せばこのリーチへ発展。基本的には弱リーチとなってしまうが、各リーチに発展形が存在し、予告と発展次第では十分に期待できるリーチにもなる。さらに、リーチ導入部でボタンプッシュの指示が発生し、押せばアングルが変化し「チャンス」などの文字が表示される。ボタンを押すといきなり大花火フラッシュが発生し、夏祭り系リーチへ発展する事もある。テンカが右方向を指せばかき氷・わたがしリーチへ発展し、左方向をさせばかたぬき・かざぐるまリーチへ発展する。

### 打ち上げ花火リーチ
境内でテンカが正面を指差せば打ち上げ花火リーチへ。このリーチはダブルライン限定だが、シングルリーチで発展しても導入時にダブルリーチに変わる。もえ系リーチと同様、予告次第では大当たりも期待できるリーチとなるが、発展時に夏祭り系リーチへ行く事もある。

### 夏祭りリーチ
大当たり期待度の高いスペシャルリーチ。ダブルライン限定のリーチで、チャンスアップもいくつか存在する。JITTERRIN'JINNの「夏祭り」のサビ部分が終始流れ、歌詞字幕も付く。様々な発展ポイントがあり、導入時には大花火フラッシュが発生する時もある、インパクト抜群のリーチ。導入部が実写ならば期待度アップ。最終的に当たり図柄の花火が盛大に上がれば大当たりとなるが、この打ち上げ演出中、打ち上げられた花火が天の川だったり、サクラ星だったりすると期待度は大幅にアップ。さらに、リーチ目手前にテンカのカットインが入る事もあるがこちらもチャンスアップ。途中、画面消灯演出が発生（遠い夢の中〜の部分）すれば、更に期待度の高い「大夏祭りリーチ」へと発展する。

### 大夏祭りリーチ
本機のフラッグシップ的な位置づけのリーチ演出。発生ポイントは基本的に上記にあげた夏祭りリーチ中の画面消灯演出となる。テンカVer.ともえVer.があり、テンカVer.の方が期待度は高い。
テンカVer.（天に咲く 大夏千輪菊）
演出中は、実写の花火が画面全体が埋まるほどに映し出され、映像も音声も迫力満点のリーチ。基本的にチャンスアップは存在しないが、発生しただけで激アツとなる。
もえVer.（流麗 細雪の滝）
その名の通り、美しい滝を模した花火が移し出されるリーチ。最終的に当たり図柄を形にできれば大当たりとなる。こちらもテンカVer.と同様にチャンスアップは存在しないが、発生しただけで激アツとなる。

### チャンス目系リーチ
通常変動中、特殊停止音と共にチャンス目が並び、なおかつ図柄内からキャラが飛び出せばチャンス目系リーチとなる。チャンス目が停止してもキャラが飛び出さなければガセとなる。男の子系チャンス目と女の子系チャンス目が存在。また、発展時に夏祭りリーチまたは大夏祭りリーチへと発展するというパターンも存在。
男の子系チャンス目リーチ
「2or4・5・7」または「7・5・2or4」が横一直線に並べばチャンス目成立。発展リーチ、打ち上げ花火対決の1種類のみとなる。テンカVSブンタまたはヒカルの白熱した花火対決が繰り広げられる。最終的に、ボタンプッシュ時にテンカの花火が咲けば大当たりとなる。対戦相手はブンタよりもヒカルの方が期待度は高く、また、観客の数や打ち上げ中のカットインの数によっても期待度が変化。また、テンカの花火筒がサクラ柄という激アツパターンや、スイカを打ち上げるプレミアムも存在。
女の子系チャンス目リーチ
「3・6・8」絵柄が横一直線に並べば女の子系チャンス目となる（順不同）。女の子系は発展先が2種類あり、小雪が前に出て自己紹介をするとヨーヨーすくいチャンスへ、もえが前に出て自己紹介をすれば金魚すくいチャンスへと発展する。どちらとも、最終的にヨーヨーまたは金魚をすくいあげる事ができれば大当たりとなる。ヨーヨーまたは金魚がサクラ柄の激アツパターンも存在。また、金魚すくいの場合はすくうアイテムをチャンスボタンで選択可能（高速で選択されている途中でボタンを押す形なので、実質任意には選べない）で、ポイ→もなか→フライパンの順に期待度アップ。さらに、ヨーヨーの場合はヨーヨーの代わりにメロン、金魚の場合金色の金魚がいた場合はプレミアムとなる。

### 全回転リーチ
大夏祭りリーチ中のブラックアウトから発展する可能性があるリーチ。発生した時点で確変大当たり確定となる。導入部は、賑やかな祭囃子が徐々に遠のいて行き、祭りの明かりが少しずつ消えていく様を上空アングルから眺めたものとなっている。そして、JITTERIN'JINNの「夏祭り」のイントロ部分が流れると共に、花菱一家のお仕事シーンが次々とカットイン。同時に図柄もゆっくりと全回転し、最終的に大きな花火が当たり図柄の停止と共に咲き乱れる。

### 再始動演出
各スーパーリーチハズレ後、ふすまが開いた時に図柄が揃う再始動演出も用意されている。再始動すると確変大当たり確定の演出。

## 確変昇格演出

### おみこしチャンス
通常図柄が揃った後に必ず発生する、ラウンド開始前のチャンス。昇格する際の50%以上がここで昇格する。キャラクターみんなでおみこしを担ぎ、図柄を次々と回転させてゆく。最終的に確変図柄が止まれば昇格となる。おみこしチャンス中、ボタン連打で役モノ全員集合、または大花火フラッシュが発生すると昇格確定。また、全図柄確変図柄という昇格確定パターンも存在。

### ぐるぐるチャンス
おみこしチャンスと分岐発生する昇格チャンス。こちらは発生した時点で昇格が確定する演出。ジョグダイヤルを使用し、図柄の描かれた太鼓を回す。通常図柄で止まっても、もえが太鼓を叩いて必ず確変図柄を止めてくれる。

### ラウンド中昇格チャンス
テンカ、もえ、アチャオの3種類のラウンドがあり、それぞれ昇格演出が異なるが、どのラウンドが昇格しやすいかなどは一切ない。なお、大当たりラウンドは、1ラウンド開始時にジョグダイヤルで選択する事ができる。
テンカラウンド（どきどき玉チャンス）
ラウンド楽曲 - 夏祭り
発生ポイントは6 - 14R。ラウンド中はテンカが尺玉を作り、その尺玉の大きさによって昇格期待度が変化。打ち上げラウンドが遅いほど尺玉の大きさも大きくなり、昇格期待度がアップ。最終的に、花火を打ち上げ、みごと花火が咲けば昇格。ガセと見せかけて爆発するパターンもある。
もえラウンド（千本釣りチャンス）
ラウンド楽曲 - エヴリデイ
発生ラウンドは13R固定。左右どちらかと糸をジョグダイヤルで選び、見事確変と書かれた札を吊り上げれば昇格。糸を選ぶ際、赤いゲージで期待度を表示されるが、赤いゲージがサクラ柄だったり、紅白色だったりすると昇格濃厚となる。
アチャオラウンド（アチャオ一発チャンス）
ラウンド楽曲 - にちようび
発生ラウンドはランダム。一発告知となっており、太鼓の音と共にアチャオがカットインすれば昇格。どのラウンドで発生するかはわからない。

### ラストチャンス
上記のおみこしチャンス、ラウンド中の昇格チャンスにもれてしまった場合でも、ラストチャンスがある。どのラウンドも共通の演出で、もえが花火を打ち上げ、ボタンプッシュ時に見事花火が咲けば昇格。なお、この演出は確変図柄で当たった場合にも発生するが、ボタンを押すと必ず花火が咲く。

## 全国花火修行の旅（2R確変）
通常時および確変・時短中に2R確変に当選することで突入するモード。突入契機として、チャンス目停止音を伴い、花菱一家図柄が菱型に停止するか、お祭りロングリーチ、境内演出からとなっている。昼間の海沿いの道を、花菱一家が歩いているという背景に固定され、通常変動中は1ライン型となる。

### 予告演出
モード中は、通常時とは予告・リーチ内容が多少異なっている。
手紙予告
対応リーチは基本的に夏祭りリーチへ。
挑戦状予告
対応リーチは基本的に対決or夏祭りへ。対決演出については後述。
招待状予告
出現時点で激アツとなる。さらに、この予告を経由して大当たりした場合は確変確定となる。

### リーチ演出
夏祭りor対決系の2種に限定され、他リーチへの発展はナシ。
夏祭りリーチ
発生ポイントはリーチ後のしだれ柳または大花火フラッシュから。リーチ詳細については前述しているので割愛。
対決系リーチ
当たれば確変確定となるリーチ。性質上、大当たり期待度は若干低めになっているが、チャンスアップ次第では激アツとなる。対戦相手はブンタorヒカル。ヒカルの方が期待度は高い。演出内容としては、ジャンケン花火や、打ち上げた花火の数を競ったり、花火の大きさを競ったりと様々。リーチ中のチャンスアップこそ存在しないが、挑戦状や招待状の色がサクラ色だったりした場合には大幅に期待度がアップする。

### モード継続演出
モード滞在中、再び2R確変に当選した場合には専用の演出が発生。ノーマルリーチから発展時、花菱一家が左に消えた後、雨天順延演出が発生。基本的にはチャンス図柄からしか発生しない。演出後は、再び変動が始まる。

## チャンスタイム（時短）
基本的には背景と一部予告が異なるだけで、リーチ後は通常・確変中とほぼ同様となる。夕方の海をテンカがにゃ七と共に船で巡航するという背景に固定される。船には花火筒が載っており、にゃ七が投げ入れる尺玉の種類や、現れる文字によって期待度が変化する。尺玉の代わりに果物が入る場合があり、リンゴ→みかん→スイカ→桃の順に期待度がアップ。また、尺玉の追加投入によるチャンスパターンを初め、役モノと連動する擬似連続予告も搭載。花火打ち上げ後は通常ステップアップ形式となり、通常時におけるステップ4からのスタートとなる。

## 裏ボタン
1.確率変動図柄での大当たり、10ラウンド目でジョグセレクターを上→右→下→左→上→左→下→右と入力すると、次回の確率変動図柄当たりの際、プレゼントが選曲可能に。
2.確率変動図柄での大当たり、10ラウンド目でジョグセレクターを上→左→下→右→上→右→下→左と入力すると、次回が確率変動図柄当たりの際、実写版夏祭りが選曲可能に。

## 実機アプリ
NTTドコモのFOMA向けの実機アプリが、SANKYOモバイルサイトにて開発中。近日配信予定。（2009年1月現在）

## 漫画
SANKYOと漫画雑誌とのコラボレーションとして、2誌で本機種を原作とした漫画が連載された。
- 「花菱一家 夏祭り編」（週刊漫画サンデー2008年5月27日号 - 2008年10月21日号、原案:SANKYO、作画:花菱プロジェクト(倉科遼＋増田剛)）
- 「花菱一家 大夏祭り」（ビジネスジャンプ2008年4月16日号 - 2008年9月3日号、原案:SANKYO、作画:花菱プロジェクト(倉科遼＆真里まさとし)）